# Wieser Verlag
Der Wieser Verlag ist ein österreichischer Buchverlag mit Sitz in Klagenfurt, Kärnten.

## Geschichte
Der Verlag wurde 1987 von Lojze Wieser gegründet, der bis heute Verlagsinhaber ist. Von Beginn an versuchte der Verlag, eine Brücke zwischen der deutschsprachigen und slowenischsprachigen Literatur Österreichs zu schlagen. Heute liegen die Schwerpunkte auf Literatur, Lyrik, politischen Essays, Übersetzungen österreichischer Literatur sowie Literatur aus dem ost- und südosteuropäischen Raum.
Zu den bei Wieser erschienenen Autoren zählen unter anderem auch Ivo Andrić, Bogdan Bogdanović, Otto Brusatti, Adelheid Dahimène, Albert C. Eibl, Günther Freitag, Karl-Markus Gauß, Sabine Gruber, Peter Handke, Barbara Hundegger, Marie-Thérèse Kerschbaumer, Margret Kreidl, Egon Christian Leitner, Cvetka Lipuš, Florjan Lipuš, Lydia Mischkulnig, Barbara Neuwirth, Wolfgang Petritsch, Andreas P. Pittler, Sabine Scholl, Rolf Schwendter, Jan Skácel und Corinna Soria. 1990 wurde Lojze Wieser mit dem Österreichischen Staatspreis für Verleger ausgezeichnet.
Im März 2012 meldete der Verlag Konkurs an; es gelang, den Verlag weiterzuführen.
2016 übernahm die Wieser Verlag GmbH den ebenfalls in Klagenfurt ansässigen Drava Verlag. Sie gab im Gegenzug 35 % ihrer Anteile an die bisherigen Eigentümer des Drava Verlags ab.